# Rezervace Bolesława Hryniewieckého
Přírodní rezervace Bolesłava Hryniewieckého je přírodní rezervace nacházející se v Polsku, v Mazovském vojvodství, v okrese Grodzisk Mazowiecki, na území města Podkowa Leśna.

## Historie a popis
Přírodní rezervace je umístěna na západním okraji veřejnosti nepřístupné přírodní rezervace Zaborów. Byla vytvořena v roce 1977 z iniciativy Witolda Tyrakowského. Rozprostírá se na území o velikosti 24,7 ha a je otevřená pro turisty.
Rezervace obsahuje jeden z nejstarších porostů dubu a borovice na Mazovsku. Rostou v ní stromy 160–170 let staré. Žije tu liška, srny, zajíci, netopýři, veverky, krtci, hnízdí tu sojky, kukačky, datly a drozdi. Najdeme tu také brhlíka, hýle, pěnkavy, vidět je možné káňata. V lesním podrostu se vyskytují druhy charakteristické pro světlou dubinu – mochna bílá, plicník úzkolistý, kručinka barvířská a konvalinka vonná.